# Max von Oppenheim

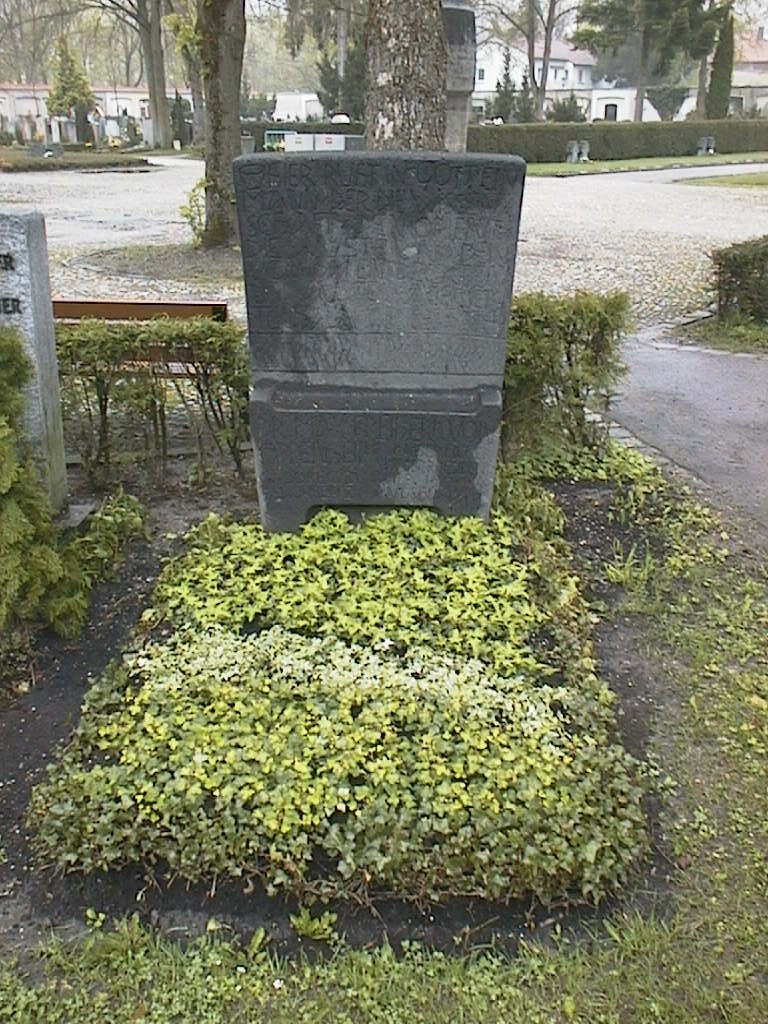
Max von Oppenheim grave in Landshut, Landshuter Stadtkreis Bavaria (Bayern), Germany

Max (Freiherr) von Oppenheim (15. července 1860 Kolín nad Rýnem – 17. listopadu 1946 Landshut) byl německý historik a archeolog.
V roce 1899 objevil knížecí palác Tell Chaláf (doslova „kopec vytvořený z bývalého města“). Leží poblíž vesnice R'as al'Ayn v údolí řeky Chábúr na severu Sýrie, na hranicích s Tureckem. Vrátil se sem ještě v letech 1911, 1913 a 1929.
Během první světové války vypracoval plán na propuknutí vzpoury v arabských koloniích Anglie a Francie. Vzpoura měla donutit koloniální mocnosti posílit vojenské jednotky na Blízkém východě a v severní Africe tak, aby je nemohli použít na frontě v Evropě. Anglie však slibem samostatnosti získala Araby na svou stranu a Oppenheimovi jeho plán nevyšel.